# لم يمت أبدا (فلم)
لم يمت أبدًا (بالإنجليزية: He Never Died) هو فيلم رعب وكوميديا تم إنتاجه في الولايات المتحدة وكندا، صدر سنة 2015، من بطولة هنري رولينز.

## القصة
(جاك) في مأزق الاكتئاب وسلوكه المعادي للمجتمع، حدّدوا حياته إمّا بالنوم، أو مشاهدة التلفاز، وهو ليس لديه أي اهتمام لتكوين صداقة مع أي شخص، إلى أن يشتعل الفتيل عندما يطارده ماضيه مرة أخرى، الآن يجب عليه السير على حبل مشدود من الرصانة، ومحاولة تناول أقل عدد ممكن من الناس.

## وصلات خارجية
- مقالات تستعمل روابط فنية بلا صلة مع ويكي بيانات
- لم يمت أبدا على IMDb
- لم يمت أبدا على Rotten Tomatos
- لم يمت أبدا على Netflix

لا توجد روابط لمواقع التواصل الاجتماعي.